# 六法 (画論)
六法（ろっぽう）は、南朝斉・梁の謝赫による画論である『古画品録』に始まる6種の法則。
- 気韻生動：迫真的な気品を感じ取ることが可能であること。
- 骨法用筆：明確な描線で対象を的確にあらわすこと。
- 応物象形：対象の形体を的確にあらわすこと。
- 随類賦彩：対象の色彩を的確にあらわすこと。
- 経営位置：画面の構成。
- 伝移模写：古画を模写すること。